# Saccolabiopsis
Saccolabiopsis es un género de orquídeas epifitas originarias del este del Himalaya al sudoeste del Océano Pacífico. Comprende 17 especies descritas y de estas 15 aceptadas.

## Taxonomía
El género fue descrito por Johannes Jacobus Smith y publicado en Bulletin du Jardin Botanique de Buitenzorg, sér. 2, 26: 93. 1918.

## Especies aceptadas
A continuación se brinda un listado de las especies del género Saccolabiopsis aceptadas hasta marzo de 2013, ordenadas alfabéticamente. Para cada una se indica el nombre binomial seguido del autor, abreviado según las convenciones y usos.
- Saccolabiopsis alata J.J.Sm.
- Saccolabiopsis armitii (F.Muell.) Dockrill
- Saccolabiopsis arnitii (F. Muell.) Dockr.
- Saccolabiopsis bakhuizenii J.J.Sm.
- Saccolabiopsis gillespiei (L.O.Williams) Garay
- Saccolabiopsis microphyton (Schltr.) J.J.Sm.
- Saccolabiopsis papuana J.J.Sm.
- Saccolabiopsis pumila Garay
- Saccolabiopsis pusilla (Lindl.) Seidenf. & Garay
- Saccolabiopsis rara (Schltr.) J.J.Sm.
- Saccolabiopsis rectifolia (Dockrill) Garay
- Saccolabiopsis selebica J.J.Sm.
- Saccolabiopsis taiwaniana S.W.Chung & T.C.Hsu
- Saccolabiopsis tenella (Ames) Garay
- Saccolabiopsis viridiflora Aver.